# François Sulpice Beudant
François Sulpice Beudant fue un mineralogista francés, catedrático de mineralogía en la Facultad de Ciencias de París, miembro de la Academia de Ciencias de Francia, que dio nombre a  un gran número de especies minerales, entre ellas la anglesita, crocoíta, eritrina,  covellina, niquelina, silvina, smithsonita  y estibina. El mineral beudantita recibió este nombre como reconocimiento a su persona.

## Biografía
François Sulpice Beudant nació en París el 5 de septiembre de 1787. Curso estudios en la Escuela Politécnica y en la Escuela Normal Superior de París. En 1811 fue nombrado profesor de matemáticas del Liceo de Aviñón, y en 1812 fue enviado como profesor de física en el liceo de Marsella. En 1814 se el otorgó la excedencia en este puesto para que se encargara de  recoger en Inglaterra la colección de minerales del conde Jacques Louis de Bournon, que había comprado Luis XVIII. El precio pagado por ella fue especialmente generoso, dada la lealtad demostrada por Bournon hacia los Borbones, y  la colección quedó como colección real, con Bournon como director y Beudant como subdirector. En 1818 formó parte como mineralogista y geólogo de una expedición francesa a los Balcanes.
En 1822 obtuvo la plaza de profesor de mineralogía en La Sorbona, y  1824, fue elegido para la sección de Mineralogía de la Academia de Ciencias de París. En 1839 dimitió como profesor para pasar a ser inspector general de estudios, hasta su muerte en 1850.

## Obras más importantes
- Voyage minéralogique et géologique en Hongrie, pendant l'année 1818.  (1822). Chez Verdiére, París Tres volúmenes de texto (560 +574+659 páginas) y un atlasde 14 láminas plegadas. Fue traducido al inglés en 1823 y al alemán en 1825[3]

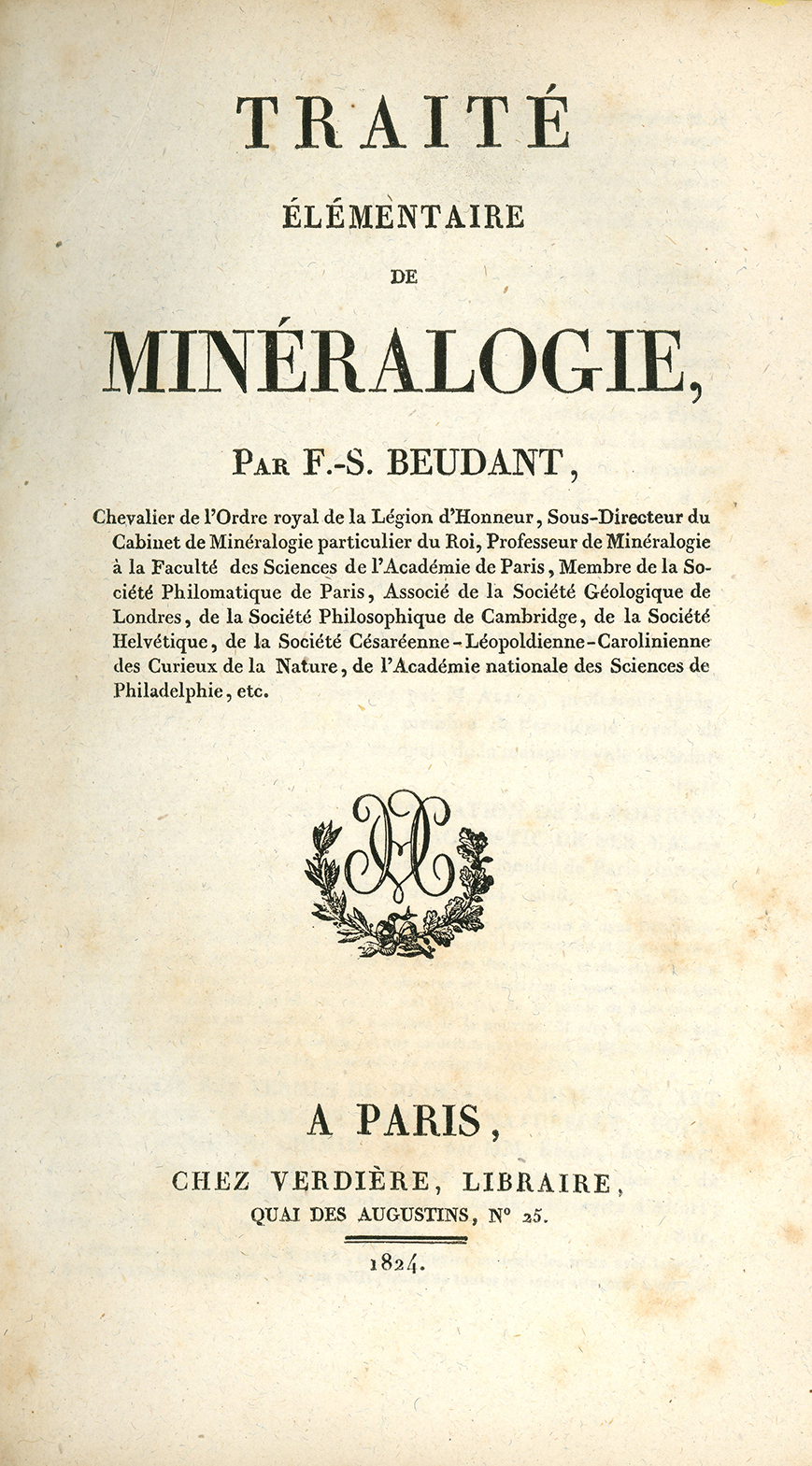
Portada de la primera edición del Trité élèmentaire de Mineralogie (1824)

- Portada de la primera edición del Trité élèmentaire de Mineralogie (1824)Traité élémentaire de minéralogie (1824). Chez Verdiére, París. 856 páginas, una tabla plegada y X láminas. Se publicó una segunda edición en 1830-1832, en dos volúmenes (752 +797 páginas) y 16 láminas plegadas. Se publicó una traducción al alemán en 1826[3]
- Cours élémentaire d'histoire naturelle. Minéralogie (1840). Langlois et Leclerc  y Victor Mason, París. 295 páginas. Este libro, utilizado como texto en la enseñanza media,  fue editado en múltiples ocasiones en francés, hasta 1886. Se tradujo al alemán en 1844, también con varias ediciones, al italiano y al polaco.[3] Cayetano Balseiro la tradujo al español, siendo publicada en 1847 como parte de un Curso elemental de Historia Natural, complementada con la zoología y la botánica a cargo de Milne-Edwards y de Jussieu (Imprenta de la Viuda de Jordán e hijos). Esta traducción fue o autorizada por Real orden de 22 de agosto de 1846 como libro de texto para su utilización en la Segunda enseñanza de ampliación.